# キウザーノ・ディ・サン・ドメーニコ
キウザーノ・ディ・サン・ドメーニコ（伊: Chiusano di San Domenico）は、イタリア共和国カンパニア州アヴェッリーノ県にある、人口約2,200人の基礎自治体（コムーネ）。

## 地理

### 位置・広がり

#### 隣接コムーネ
隣接するコムーネは以下の通り。
- カステルヴェーテレ・スル・カローレ
- ラーピオ
- パロリーゼ
- サルツァ・イルピーナ
- サン・マンゴ・スル・カローレ
- ヴォルトゥラーラ・イルピーナ